# Horisme guadata
Horisme guadata là một loài bướm đêm trong họ Geometridae.